# The Colony (Teksas)
The Colony – miasto w Stanach Zjednoczonych, w stanie Teksas, w hrabstwie Denton, na przedmieściach Dallas.

## Demografia
Według przeprowadzonego przez United States Census Bureau spisu powszechnego w 2010 roku miasto liczyło 36 328 mieszkańców. Natomiast skład etniczny w mieście wyglądał następująco: Biali 75,4%, Afroamerykanie 8,1%, Azjaci 5,8%, pozostali 10,7%.